# Умеренно-прогрессивная партия
Умеренно-прогрессивная партия — партия Российской империи, образованная в 1905 году группой московских предпринимателей во главе с Павлом Рябушинским и Сергеем Четвериковым.

## История
Партия образовалась осенью 1905 года в результате раскола между консервативными предпринимателями Николаем Найдёновым, Григорием Крестовниковым, Владимиром Баршевым, Алексеем Бобринским и другими с одной стороны и предпринимателями-либералами «молодого поколения» Павлом Рябушинским, Алексеем Вишняковым, Сергеем Четвериковым — с другой, который случился на московском учредительном съезде по созданию всероссийской организации промышленников в июле 1905 года.
Наиболее либеральные участники съезда поддержали призыв к созданию законодательного народного представительства, однако Николай Найдёнов и его единомышленники выступили с заявлением, что съезд должен ограничиться обсуждением «исключительно экономических и общественных нужд промышленников и биржевиков», в результате чего съезд был закрыт. «Молодые» предприниматели продолжили встречи в доме Павла Рябушинского, а в августе 1905 года собрания оппозиционных промышленников прошли в Петербурге и Нижнем Новгороде. Участники одобрили лозунги всеобщего равенства перед законом, демократических свобод, неприкосновенности личности и создания двухпалатного законодательного собрания. Спустя месяц начался процесс организации политических партий российских промышленников и предпринимателей, в том числе и Умеренно-прогрессивной партии. Эти партии имели локальный характер, были немногочисленны, и ни одна из них не пережила революции 1905—1907 годов, впоследствии распавшись или слившись с «Союзом 17 октября», «Союзом русского народа» и другими умеренно-либеральными или консервативными партиями. В противоположность более правой Торгово-промышленной партии, образовавшейся тогда же, программа Умеренно-прогрессивной партии была близка кадетам, за исключением положений по национально-территориальному и рабочему вопросам.
Воззвание Умеренно-прогрессивной партии:

 Наша программа по многим вопросам сходственна с программой конституционно-демократической партии, но по некоторым мы расходимся с ними. Мы решительно против автономии и федерации, признавая в то же время за всякой общиной широкие права на местное самоуправление… По нашему мнению, Россия должна быть целостным организмом, и права всех ее поданных везде, на всем ее пространстве, должны быть совершенно одинаковы… Кроме того, мы иначе относимся к некоторым вопросам рабочего законодательства. Абсолютно нельзя установить у нас 8-часовой рабочий день, иначе наши предприятия не выдержат европейской конкуренции. — Воззвание Умеренно-прогрессивной партии
Также программа партии допускала свободу рабочих союзов, собраний и право рабочих на мирные стачки. В аграрной части выдвигалось аналогичное кадетскому требование увеличить крестьянское землевладение «путём отчуждения за счет государства удельных, кабинетских, монастырских и частновладельческих земель».
В октябре 1905 года сторонники Умеренно-прогрессивной партии считали, что всеобщая стачка приведет к ожидаемым реформам, однако с углублением революционного движения они составили единый фронт с Торгово-промышленной партией. В разгар декабрьских вооруженных восстаний, крупнейшим из которых было московское, Торгово-промышленная, Умеренно-прогрессивная, Партия правового порядка и «Союз 17 октября» выступили с совместным заявлением, возлагавшим ответственность за беспорядки на революционеров и их подстрекателей.
А. Рибер отмечает, что Умеренно-прогрессивная партия не оказала поддержки октябристам на выборах в I Думу, а ее лидеры прекрасно сознавали, что для них не было места в организации «с преобладанием дворян-землевладельцев». Однако когда Умеренно-прогрессивная партия раскололась, а к концу 1905 г. исчезла с политической арены как самостоятельная единица (первой из партий промышленников), ее основные силы присоединились именно к «Союзу 17 октября». Т. Оуэн считает, что программа Умеренно-прогрессивной партии являлась наиболее либеральной среди буржуазных партий, в связи с чем была малочисленна, объединив в основном «молодых» представителей Московского биржевого комитета: Павла Рябушинского, Александра Коновалова, виноторговца В. И. Горнунга и других.
Несмотря на недолгую жизнь партии, положения ее программы были впоследствии востребованы в думском Прогрессивном блоке (1915—1917) и политике Временного правительства.